# Dowra
Dowra (irl. An Damhshraith) – wieś w hrabstwie Cavan w Irlandii położone przy granicy z hrabstwem Leitrim. Przez wieś przepływa rzeka Shannon.